# هزار جريب (بوئين و مياندشت)
هزار جریب (بالفارسية: هزارجریب) هي قرية تقع في إيران في Yeylaq Rural District. يقدر عدد سكانها بـ 318 نسمة .